# 웨스턴 퀘벡 스쿨 목록
웨스턴 퀘벡 스쿨(Western Québec School)은 캐나다 퀘벡주 소재 국공립 및 사립 학교를 막론한 초중고등학교 전체 목록을 의미한다. 캐나다 웨스턴 퀘벡 교육청에서 시행하는 캐나다 퀘벡주 서부 학교 목록을 의미하는 이 용어는 피에르 트뤼도 前 캐나다 총리가 통치하던 1971년에 창안된 캐나다 서부 퀘벡 지방 학교 프로젝트이다.

## 퀘벡 주 웨스턴 퀘벡 스쿨 목록
- 필레먼 라이트 고등학교
- 퀘벡 폰티악 고등학교